# Cronenberg (distretto di Wuppertal)
Cronenberg è un distretto urbano (Stadtbezirk) di Wuppertal.
Ha una superficie di 21,5 km² e una popolazione (2016) di 21.140 abitanti.
Comune indipendente fino al 1929, viene menzionato per la prima volta nel 1050 con il nome di "Cronberga" in una carta dell'Abbazia di Werden.
Nel suo territorio sono presenti diverse aziende produttrici di utensili, tra cui Knipex (pinze), Picard (martelli), Stahlwille (chiavi inglesi) e Wera (cacciaviti).
A livello sportivo, è sede del Rollschuh-Club Cronenberg, squadra di hockey su pista.

## Suddivisione amministrativa
Il distretto urbano di Cronenberg è diviso in 7 quartieri (Stadtteil):
- 40 Cronenberg-Mitte
- 41 Küllenhahn
- 42 Hahnerberg
- 43 Cronenfeld
- 44 Berghausen
- 45 Sudberg
- 46 Kohlfurth